# Stavrós (ort i Grekland, Grekiska fastlandet, Fthiotis)
Stavrós (Stavros) är en ort i Grekland.   Den ligger i prefekturen Fthiotis och regionen Grekiska fastlandet, i den centrala delen av landet, 150 km nordväst om huvudstaden Aten. Stavrós ligger 62 meter över havet och antalet invånare är 2 489.
Terrängen runt Stavrós är varierad. Runt Stavrós är det ganska tätbefolkat, med 111 invånare per kvadratkilometer. Närmaste större samhälle är Lamia, 5,4 km öster om Stavrós. Trakten runt Stavrós består till största delen av jordbruksmark.